# Isabel de Burgh
Isabel de Burgh, duquesa de Clarence, suo jure condesa del Ulster (Castillo de Carrickfergus, en Úlster, 6 de julio de 1332 – 10 de diciembre de 1363). Isabel era la única hija y heredera de William Donn de Burgh, conde de Úlster, y de Maud de Inglaterra -hija de Enrique de Lancaster y bisnieta del rey Enrique III de Inglaterra-.
El 6 de junio de 1333, su padre William Donn de Burgh es asesinado, por lo que Isabel -de 11 meses de edad- se convierte en la única y legítima heredera los inmensos estados de los Burgh en Irlanda. Sin embargo, tras la Guerra civil que estalla por la sucesión de las posesiones del conde, los que se convierten en jefes de facto de la casa de Burgh son Edmond de Burgh de Clanwilliam, Edmond Albanach de Burgh de Mac William Iochtar y Ulick Burke de Clanricarde, todos ellos miembros de la familia de Burgh.
Isabel fue enviada a Inglaterra para educarse, en su calidad de condesa de Úlster, y el rey Eduardo III de Inglaterra decidió casarla con su segundo hijo Leonel, celebrándose el matrimonio en la Torre de Londres el 9 de septiembre de 1342, cuando aún los novios eran unos niños -Isabel contaba con diez años y Lionel con 3-.
Isabel murió en Dublín, Irlanda, el 10 de diciembre de 1363, a los 31 años de edad, durante la lugartenencia de su esposo en dicho país, siendo sepultada en el priorato de Clare, en Suffolk. Fue sucedida por su única hija, Philippa de Clarence.
- Datos: Q2519681